# Nebojša Ilić
Nebojša Ilić (in serbo Небојша Илић?; Belgrado, 26 febbraio 1968) è un dirigente sportivo ed ex cestista serbo.

## Palmarès
- YUBA liga: 1

Stella Rossa: 1992-93